# Chenopodium sosnowskyi
Chenopodium sosnowskyi là loài thực vật có hoa thuộc họ Dền. Loài này được Kapeller mô tả khoa học đầu tiên năm 1926.